# Кайсинское сельское поселение
Кайсинское се́льское поселе́ние — сельское поселение в Усть-Ишимском районе Омской области Российской Федерации.
Административный центр — посёлок Кайсы.

## География
Кайсинское сельское поселение находится в бассейне реки Иртыш.

## Население
| 2010 | 2011 | 2012 | 2013 | 2014 | 2015 | 2016 | 2017 | 2018 |
| ---- | ---- | ---- | ---- | ---- | ---- | ---- | ---- | ---- |
| 259  | ↘258 | ↘247 | →247 | ↘235 | ↘221 | ↘212 | ↘204 | ↘203 |
| 2019 | 2020 | 2021 | 2023 |      |      |      |      |      |
| ↘185 | ↘168 | ↘118 | ↘104 |      |      |      |      |      |

## Состав сельского поселения
| № | Населённый пункт | Тип населённого пункта          | Население |
| - | ---------------- | ------------------------------- | --------- |
| 1 | Вятка            | деревня                         | ↘7        |
| 2 | Кайсы            | посёлок, административный центр | 252       |

### Упразднённые населённые пункты
Деревни Нижний Тюляк и Орловка упразднены в мае 2020 года.